# Xavier Rubert de Ventós
Xavier Rubert de Ventós (Barcelona, 1939. szeptember 1. – 2023. január 28.) katalán filozófus, politikus és egyetemi tanár.

## Élete
A jogi kar elvégzése után esztétikából doktorált. Barcelonában élt és tanított, de meghívott előadóként Latin-Amerikában is oktatott. Politikusként 1985 és 1994 között az Európai Parlament képviselője volt. Munkássága kiterjed az esztétikára, kultúrtörténetre, filozófiára és politikai témákra is.

## Tanulmányai
- 1961 – jogász diploma
- 1965 – Barcelonai Egyetem Filozófia Intézet (esztétikai doktorátus)
- 1973 – Katalóniai Műszaki Egyetem Építészmérnöki Kar (professzor)

## Magyarul megjelent művei
- Minek filozofálni?; ford. Béres András, Fokasz Mária; Typotex, Bp., 2008 (Radikális gondolkodók) ISBN 978-963-2790-06-0

## Külső hivatkozások
- Xavier Rubert de Ventós honlapja (angolul)